# Türksat 2A
Türksat 2A, auch bezeichnet als Eurasiasat 1, ist ein Fernsehsatellit der Türksat und der Eurasiasat SAM mit Sitz in Monaco. 
Der Satellit dient hauptsächlich der Übertragung von Programmen in türkischer Sprache und war mit Türksat 1C auf der Orbitalposition 42° Ost Co-Positioniert.
Er wurde am 10. Januar 2001 auf einer Ariane-4-Trägerrakete vom Weltraumbahnhof Kourou in Französisch-Guayana ins All befördert. 

## Empfang
Der Satellit kann in Europa, Zentralasien und im Nahen Osten empfangen werden. 
Eurasiasat 1 verfügt über vier Ausleuchtzonen: Je eine feste für Europa und die Türkei sowie für die Türkei und Zentralasien, und zwei nach Bedarf ausrichtbare. Als Faustregel gilt, dass vertikale Transponder die europäische Ausleuchtzone haben und horizontale die asiatische.
Die Übertragung erfolgt im Ku-Band.